# Continental Bulldog

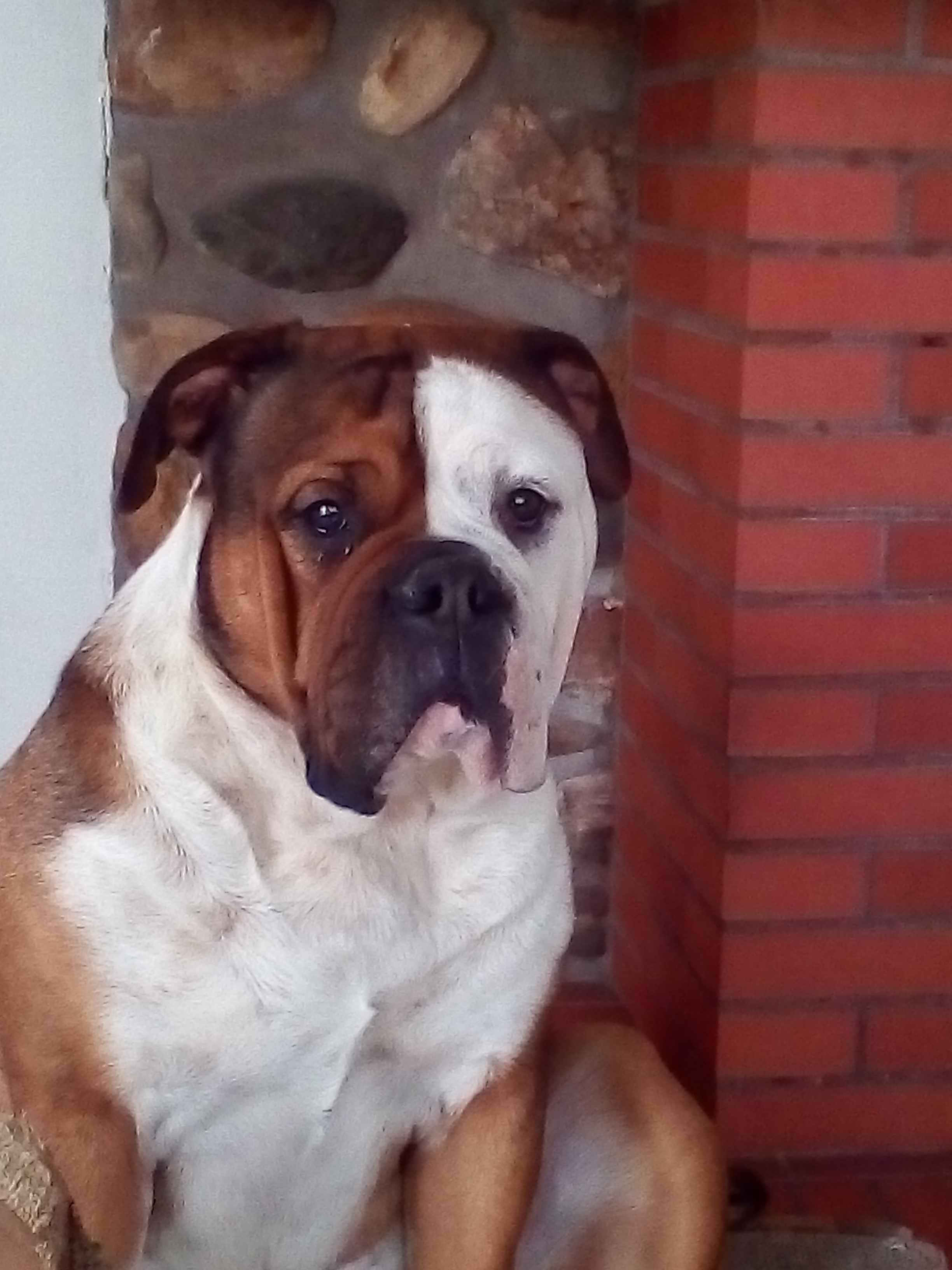
Pretty Face, femelle Bulldog Continental.

Le Bulldog Continental est une race de chien suisse, créée par Imelda Angehrn, issue du croisement entre bulldog anglais et old english bulldog (race elle même recréée par David Leavitt sous le nom de Leavitt Bulldog)    (à noter toutefois que le old english bulldog et Leavitt Bulldog ne sont pas des races officiellement reconnues)
Les objectifs de l'américain David Leavitt puis par la suite de Imelda Angehrn étaient très proches : recréer le "Bulldog anglais ancien type" afin de réduire considérablement tous les problèmes de santé du Bulldog anglais moderne.
Le Bulldog Continental ou Conti est reconnu en France par la SCC depuis juillet 2014.
En 2021 une dizaine de pays reconnaissent cette race : Suisse, France, Allemagne, Belgique, Suède, République Tchèque, Hongrie, Pologne, Slovaquie, Estonie.

## Description
Il s'agit d'un chien de type molossoïde de taille moyenne, presque carré, à poil lisse et de carrure athlétique. Malgré son corps compact, le Bulldog Continental est mobile et résistant ; sa respiration, même à pleine vitesse, est silencieuse. Son poids, selon sa taille, est compris entre 20 et 30 kg. La tête est moins massive que celle du Bulldog anglais. Le front est plat à légèrement bombé, les rides existent mais pas trop marquées. La sous-occlusion n'est pas aussi prononcée que celle du Bulldog anglais. Encolure bien cambrée. Mouvement régulier et fluide. Le poil est lisse, court, avec ou sans sous-poil. Toutes les couleurs accompagnées d'un nez foncé sont autorisées : unies, bringées ou en combinaison avec du blanc,

## Tempérament
Attentif, confiant, amical, ni agressif ni timide.